# Megatsunami

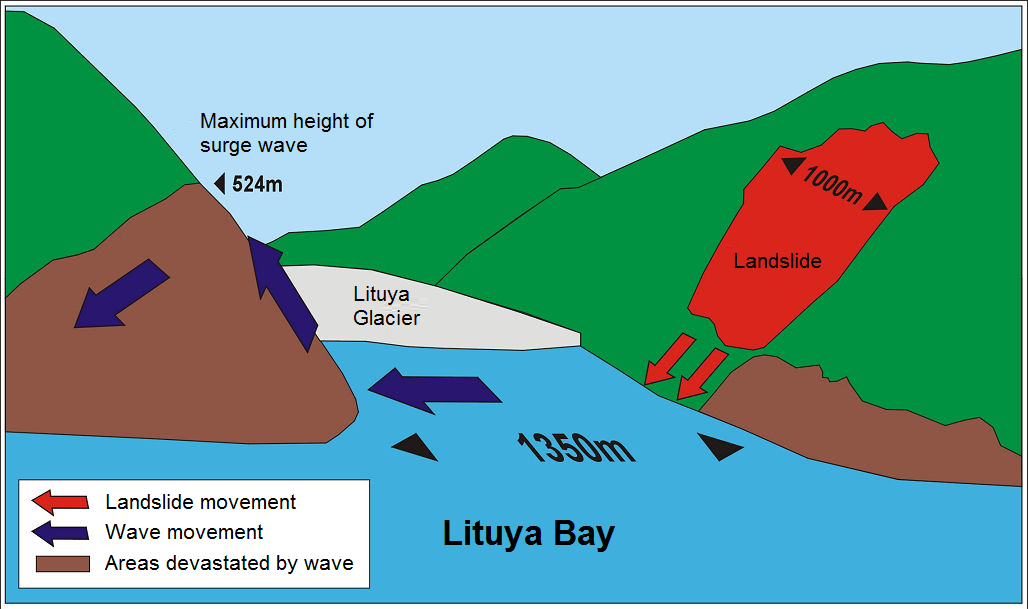
Ilustrație reprezentând megatsunamiul din 1958 din golful Lituya, printre cele mai importante tsunami observate de om

Megatsunamiul este un tsunami de dimensiuni foarte mari, creat de o deplasare masivă și bruscă de material într-un corp de apă, cum ar fi un ocean sau o mare. Termenul este adesea folosit pentru a specifica tsunamiul cel mai mare și mai destructiv.